# オーガ

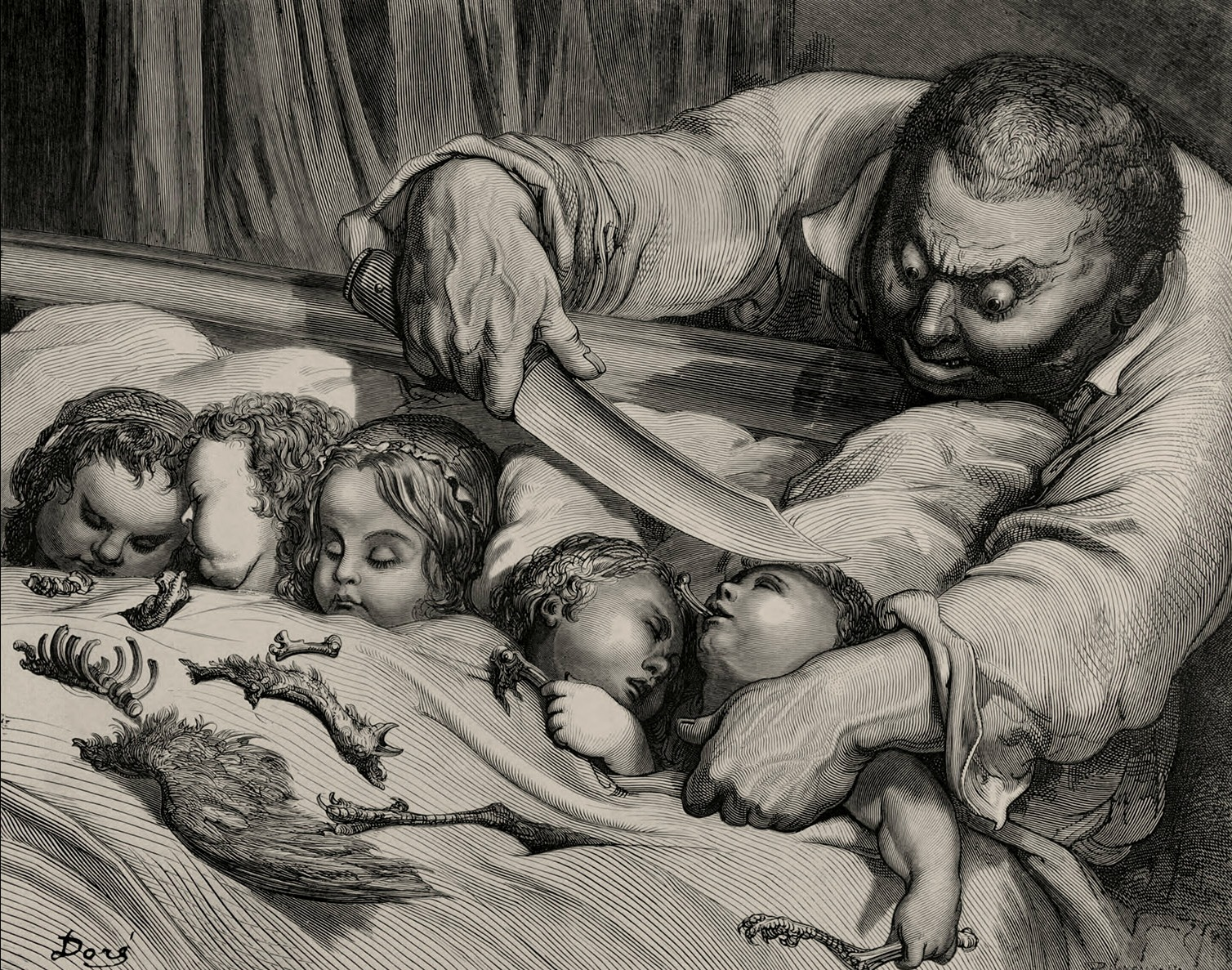
ギュスターヴ・ドレ画。

オーガ（英: ogre）、あるいはオグル（仏: ogre）、オーグルとは、伝承や神話に登場する人型の怪物の種族である。女性はオーグリス（英: ogress）またはオグレス（仏: ogresse）と呼ばれる。
北ヨーロッパでは凶暴で残忍な性格であり、人の生肉を食べるとされる。一方で、引っ込み思案で臆病という面もある。知性や賢さといったものはほとんどなく、人間が彼らを倒すことは難しくない。また、自由に動物や物に姿を変えることができると言われている。住処は大きな宮殿や城、または地下である。
絵画などでは豊かな髪の毛とぼうぼうのあごひげをはやした大きな頭とふくらんだ腹と強靭な肉体をもつ大男として描かれている。
児童文学にはオーガに誘拐されたお姫様を救出する勇敢な騎士の話がたくさんある。また、ファンタジーゲームや映画の中にもよく登場する。
スカンジナビア半島の国々ではオーガはトロールと関連付けられている。彼らは山の中に建てられた城の主人であり、莫大な財宝をもっていると考えられている。
シャルル・ペローが17世紀末に採取、出版した伝承「長靴をはいた猫」のオーガは、変身能力を逆手に取られて猫に食べられている。
オーガ(ogre)という言葉が確認できる最古の文献は、1180年代のペルスヴァルまたは聖杯の物語であろう。

語源としては「冥府の神プルートーと混同されたオルクスに由来する」等の説がある。
日本では「鬼」と訳されることが多い。